# Seamus O'Regan
Seamus Thomas Harris O'Regan PC MP (sinh ngày 18 tháng 1 năm 1971) là một chính khách người Canada và là cựu nhân vật truyền hình từ Newfoundland và Labrador. Ông hiện giữ chức Bộ trưởng Bộ Tài nguyên và trước đây là Bộ trưởng Bộ Dịch vụ Bản địa và Bộ trưởng Bộ Cựu chiến binh. Ông là phóng viên của CTV National News và là cựu chủ nhân của Canada AM, nơi ông đồng host từ năm 2003 đến 2011 với Beverly Thomson.

## Đời tư
Vào ngày 9 tháng 7 năm 2010, ông kết hôn với người bạn đời lâu năm của mình, Steve Doussis, ở Newfoundland.
O'Regan phục vụ trong Hội đồng Katimasta, chương trình học tập dịch vụ thanh thiếu niên hàng đầu của Canada và The Rooms, nơi lưu giữ phòng trưng bày nghệ thuật tỉnh, bảo tàng và kho lưu trữ của Newfoundland và Labrador. Ông cũng ngồi trong ban giám đốc của công ty nhà hát Newfoundlander Allan Hawco, Nhà hát Công ty, nằm ở Toronto.
Vào tháng 1 năm 2016, O'Regan tuyên bố rằng ông tham gia một chương trình phục hồi nghiện rượu.
Vào tháng 11 năm 2017, ông phải nhập viện ở Ottawa vì bị tắc nghẽn đường tiêu hóa.